# Paraturbanella palpibara
Paraturbanella palpibara is een buikharige uit de familie Turbanellidae. Het dier komt uit het geslacht Paraturbanella. Paraturbanella palpibara werd in 1968 voor het eerst wetenschappelijk beschreven door Rao & Ganapati. 